# Чесноков Федір Маркелович
Федір Маркелович Чесноков (ерз. Чесноковонь Фёдор; нар. 7 травня 1896, с. Кшуманця Вєлє, тепер Лопатинський район, Пензенська область, РФ — пом. 25 травня 1938 року, тюрма НКВД СССР, Саранськ, Мордовська АССР) — ерзянський письменник, прозаїк, драматург та літературознавець. Один із засновників модерної ерзянської літератури в умовах московсько-большевицької окупації. Жертва сталінського терору.

## Життєпис
Федір Чесноков народився у ерзянській родині в старовинному ерзянському містечку Кшуманця Вєлє (або Пилкове). Закінчив земську школу, навчався в Кутинському дворічному училищі, яке закінчив 1912. З 16 років учителював у початковій школі. Був учасником Першої світової та військових конфліктів на території Ідель-Уралу та колишньої Російської імперії. У рядах большевицьких формувань воював на Східному фронті.
Після війни всі свої сили віддав справі освіти та культури. З 1922 року Федір Чесноков жив у Москві, там отримав вищу освіту. У 1924 закінчив літературний відділення Інституту Червоної професури, аспірантуру Комуністичного університету трудящих Сходу.
До 1932 року працював редактором мордовської секції Центрального видавництва народів СРСР, був членом редакції мордовської секції Учпедвидаву.
У московський період життя Ф. Чесноков у співавторстві з відомими мордовськими вченими Анатолієм Рябовим, Т. Даниловим створив підручники для мордовських шкіл. Він займався творчою діяльністю, а також активно співпрацював у газеті «Якстере теште» («Червона зірка»), з якою пов'язані його перші літературні кроки. З 1933 року працював старший науковий співробітник сектору літератури НДІ мордовської культури в Саранську.
Був обраний делегатом Першого Всесоюзного з'їзду письменників 1934, де виступив з доповіддю про розвиток ерзя-мокшанської літератури.
У 1938 письменник Чесноков був викрадений спецкомандою НКВД СССР і таємно убитий у тюрмі. Реабілітований самими комуністами.

## Творчість
Дебютував Федір Чесноков у 1922 році, опублікувавши перше оповідання «Старий учитель», яке розповідає про душевний стан сільського вчителя у перші роки Радянської влади. Згодом були опубліковані збірки оповідань і нарисів «Велесь явовсь» («Село розкололося», 1926), «Лія киява» («Іншим шляхом», 1927), «Васень толт» («Перші вогні», 1932), «Вибрані оповідання» (1959), «Гомін нового часу» (1974) та інші, в яких яскраво проявився реалістичний талант письменника.
Є автором оповідань, нарисів, подорожніх нотаток, п'єс, літературознавчих робіт та ін.
Героями його творів є представники трудового народу, а переважаючими темами — революція, Громадянська війна, колективізація, класова боротьбі в роки непу, утвердження Радянської влади, боротьба з «релігійними пережитками» (де-факто — , атеїстична пропаганда), культурна революція. Правдивість оповіді досягається за рахунок використовуваних документальних матеріалів і тих подій, свідками яких був сам автор. Головну увагу Чесноков Федір Маркелович приділяв проблемі формування світогляду своїх героїв.
З іменем Чеснокова пов'язане зародження та становлення жанру драматургії в мордовської літератури. У 1924 році в Москві, у Цепов'язане зародження та становлення жанру драматургії в ерзянській літературі. 1924 у Москві, у Центрвидаві, в співавторстві з Окіним і Тимофієм Васильєвим вийшов збірник «Эрзянь пьесат» («Эрзянские п'єси»), до якого увійшли п'єси «Кавто киява» («Два шляхи», переклад українською мовою), «А мон кедензэ палынь» («А я його руки цілував»), «Роки туво» («Хрюкаюча свиня»), «Велув» («Разом»), «Барщинань шкасто» («За часів панщини»), «Калдоргауть ташто кайтнэ» («Розхитаний старий побут», український переклад), присвячені зображенню побуту післяреволюційного ерзянського села.
Драматична спадщина письменника включає низку революційно-агітаційних, історичних, побутових п'єс, сатиричних комедій. У його драматичних творах розробляються ті проблеми і конфлікти, які в той історичний період були нагальними, гострими і злободенними. Важливі соціальні проблеми, гострота конфлікту, глибокий психологізм — характерні риси драматичних творів Чеснокова. Він відомий також як автор творів для дітей. Високий мистецький рівень притаманний дитячим творам, які увійшли в збірник «Тетяка левкс» («Весь в тата», 1929).
Він також є автором літературознавчих робіт. Значний внесок Чесноков зробив у розвиток мордовської літературно-художньої критики. Творчою сміливістю, об'єктивністю і значущістю відрізняються його статті «Аволь ансяк кастано» («Не тільки ростемо», 1931), «Мокшэрзянь драматургиядонть» («Про мокшано-ерзянську драматургію», 1934), «Эрзянь фольклордонть» («Про ерзянський фольклор», 1934).
Чесноков був одним з організаторів мовної конференції 1933 року з питань орфографії, синтаксису і термінології мордовських мов, що проходила в Саранську.
Твори Чеснокова увійшли в підручники та читанки для національних шкіл республіки.